# 멕시코 임시정부
멕시코국의 최고집행권력(스페인어: Supremo Poder Ejecutivo de la Nación Mexicana 수프리모 포데르 에헤쿠띠보 데 라 나시온 멕시카나[*]), 통칭 최고집행권력(스페인어: Supremo Poder Ejecutivo 수프리모 포데르 에헤쿠띠보[*])은 1823년 4월 멕시코 제1제국의 전복 이후 1824년 10월에 초대 멕시코 대통령 과달루페 빅토리아가 선출되기 이전까지 통치한 멕시코의 임시정부이다. 아구스틴 데 이투르비데(아구스틴 1세)가 퇴위한 이후 국가의 주권은 의회로 넘어갔고, 의회 의원들은 과달루페 빅토리아, 페드로 셀레스티노 네그레테, 니콜라스 브라보로 구성된 삼두정을 공식 행정부로서 구성하기로 합의하였다.
이 기간 동안에 임시정부는 국가가 군주정에서 공화국으로 전환하는 과도기의 모든 과정을 직접 감독했으며, 귀족 칭호를 일체 폐지하고 국가의 상징 역시 교쳬하였다. 또한 제정의 잔재를 완전히 뿌리뽑기 위해서 이투르비데와 그의 가족들을 유럽으로 추방하였다. 한편 임시정부는 이전의 중앙집권적인 제국 대신 여러 주들이 모여 한 나라를 이루는 연방제를 구상하고 있었고, 효율적인 통치를 위해서 의회를 새롭게 꾸리고자 했다. 이 과정에서 중앙아메리카의 여러 지역들은 멕시코의 공화정 전환에 반대해 독립하고자 하였다. 여기에는 오늘날 멕시코의 주인 오아하카, 유카탄, 할리스코, 사카테카스도 포함되어 있었다. 아울러 아구스틴 1세의 제정 지지자들도 공화파 정부를 뒤엎기 위해 부던히 노력했으며, 지방에서는 군사 반란 및 쿠데타와 더불어 반스페인 정서에 기반한 소요 사태가 계속해서 일어났다.
그래도 멕시코 임시정부는 이 불온한 움직임들을 통제하는 데 성공하였고, 1823년 11월에는 새로운 제헌의회를 개회하였으며 1824년 1월 31일에 연방제에 기반한 첫 헌법을 완성했다. 이는 1824년 4월 1일에 제출되어 10월 1일에 가결되었고, 1824년 10월 4일에 정식 헌법이 되었다. 그와 함께 임시정부는 멕시코 제1연방공화국으로 넘어갔다.

## 같이 보기
- 멕시코 제1제국
- 멕시코 제1공화국

### 설명주
1. ↑  이 문제에 대해서 의회 내에서는 의견이 갈렸는데 주요 내용은 상술했듯이 새로운 공화국이 연방제의 형태를 취해야 하는지 아니면 중앙집권적 공화국의 형태를 취해야 하는지에 대해서였다.

### 인용주
1. ↑  “Manifiesto del Supremo Poder Ejecutivo.”. 500 años de Mexico en documentos. 2010년 10월 5일에 확인함.
2. ↑  “31 de marzo de 1823.”. Gobierno Federal. 2010년 10월 6일에 원본 문서에서 보존된 문서. 2010년 10월 5일에 확인함.